# Plaça de la Catedral (Vic)
La Plaça de la Catedral és una plaça pública de Vic (Osona) inclosa a l'Inventari del Patrimoni Arquitectònic de Catalunya.

## Descripció
És una de les places de més interès històric de la ciutat degut a les múltiples transformacions dels edificis que en formen part. Actualment és presidida per la catedral i el Palau Episcopal. Els edificis que l'envolten encara conserven restes del segle xi. Destaca també una casa modernista que enllaça amb el carrer de l'Escola i un monument al centre de la plaça, que recorda l'antiga església de la Rodona. A mitjans del segle xix, davant de la catedral s'hi instal·là un col·legi de noies, les Beates, que el portaven monges d'aquesta congregació.

## Història
No fou una plaça fins que es finalitzà l'obra de la catedral actual, el 1803. Des del 888 l'espai era ocupat per una església dedicada a Santa Maria, que fou construïda de nou, amb planta circular, el 1080, i prengué el nom popular de Santa Maria de la Rodona. Tenia l'absis cap a ponent, que donava a un carreró anomenat de Jubaltar, actualment molt modificat i amb el nom de Gibraltar. L'espai intermedi, entre l'església de Santa Maria i la Catedral, formava el fossar de Santa Maria, únic cementiri de la ciutat fins al 1806 que es traslladà al nivell inferior del claustre. El 1803 s'enderrocà la Rodona i es construí un monument recordant l'antiga església que també s'enderrocà el 1936, i es refé posteriorment de manera semblant. S'acabà de formar la plaça amb el carrer de Santa Maria que travessà la muralla i s'alineà amb el carrer de l'Escola desapareixent l'antic edifici de la Universitat Literària.